# Bollebygds församling
Bollebygds församling är en församling i Bollebygds pastorat i Marks och Kinds kontrakt i Göteborgs stift. Församlingen ligger i Bollebygds kommun i Västra Götalands län.

## Administrativ historik
Församlingen har medeltida ursprung.
Församlingen är moderförsamling i Bollebygds pastorat där också Töllsjö församling ingår. Fram till 1971 ingick även Björketorps församling i pastoratet.

## Kyrkor
- Bollebygds kyrka
- Olsfors kyrka